# Chlorogomphus campioni
Chlorogomphus campioni är en trollsländeart som först beskrevs av Fraser 1924.  Chlorogomphus campioni ingår i släktet Chlorogomphus och familjen kungstrollsländor. IUCN kategoriserar arten globalt som livskraftig. Inga underarter finns listade i Catalogue of Life.